# Nonancourt
Nonancourt és un municipi francès situat al departament de l'Eure i a la regió de Normandia. L'any 2007 tenia 2.152 habitants.

## Demografia

### Població
El 2007 la població de fet de Nonancourt era de 2.152 persones. Hi havia 939 famílies de les quals 369 eren unipersonals (150 homes vivint sols i 219 dones vivint soles), 235 parelles sense fills, 254 parelles amb fills i 81 famílies monoparentals amb fills.
La població ha evolucionat segons el següent gràfic:
Habitants censats

### Habitatges
El 2007 hi havia 1.072 habitatges, 969 eren l'habitatge principal de la família, 44 eren segones residències i 59 estaven desocupats. 709 eren cases i 355 eren apartaments. Dels 969 habitatges principals, 462 estaven ocupats pels seus propietaris, 479 estaven llogats i ocupats pels llogaters i 28 estaven cedits a títol gratuït; 46 tenien una cambra, 152 en tenien dues, 218 en tenien tres, 278 en tenien quatre i 274 en tenien cinc o més. 517 habitatges disposaven pel capbaix d'una plaça de pàrquing. A 520 habitatges hi havia un automòbil i a 241 n'hi havia dos o més.

### Piràmide de població
La piràmide de població per edats i sexe el 2009 era:
| Homes | Edats   | Dones |
| ----- | ------- | ----- |
| 4     | 95 o +  | 8     |
| 0     | 90 a 94 | 8     |
| 16    | 85 a 89 | 12    |
| 0     | 80 a 84 | 32    |
| 24    | 75 a 79 | 56    |
| 28    | 70 a 74 | 40    |
| 52    | 65 a 69 | 72    |
| 32    | 60 a 64 | 48    |
| 40    | 55 a 59 | 48    |
| 88    | 50 a 54 | 80    |
| 80    | 45 a 49 | 80    |
| 72    | 40 a 44 | 64    |
| 56    | 35 a 39 | 68    |
| 88    | 30 a 34 | 80    |
| 84    | 25 a 29 | 120   |
| 88    | 20 a 24 | 64    |
| 76    | 15 a 19 | 112   |
| 64    | 10 a 14 | 76    |
| 80    | 5 a 9   | 88    |
| 76    | 0 a 4   | 76    |

## Economia
El 2007 la població en edat de treballar era de 1.452 persones, 1.007 eren actives i 445 eren inactives. De les 1.007 persones actives 870 estaven ocupades (467 homes i 403 dones) i 136 estaven aturades (59 homes i 77 dones). De les 445 persones inactives 92 estaven jubilades, 138 estaven estudiant i 215 estaven classificades com a «altres inactius».

### Ingressos
El 2009 a Nonancourt hi havia 1.022 unitats fiscals que integraven 2.246 persones, la mediana anual d'ingressos fiscals per persona era de 15.856 €.

### Activitats econòmiques
Dels 169 establiments que hi havia el 2007, 2 eren d'empreses extractives, 4 d'empreses alimentàries, 2 d'empreses de fabricació de material elèctric, 9 d'empreses de fabricació d'altres productes industrials, 17 d'empreses de construcció, 50 d'empreses de comerç i reparació d'automòbils, 11 d'empreses de transport, 12 d'empreses d'hostatgeria i restauració, 2 d'empreses d'informació i comunicació, 12 d'empreses financeres, 9 d'empreses immobiliàries, 8 d'empreses de serveis, 16 d'entitats de l'administració pública i 15 d'empreses classificades com a «altres activitats de serveis».
Dels 49 establiments de servei als particulars que hi havia el 2009, 1 era una oficina d'administració d'Hisenda pública, 1 gendarmeria, 1 oficina de correu, 5 oficines bancàries, 1 funerària, 4 tallers de reparació d'automòbils i de material agrícola, 1 taller d'inspecció tècnica de vehicles, 3 paletes, 1 guixaire pintor, 3 fusteries, 2 lampisteries, 1 electricista, 7 perruqueries, 1 veterinari, 7 restaurants, 7 agències immobiliàries, 1 tintoreria i 2 salons de bellesa.
Dels 25 establiments comercials que hi havia el 2009, 2 eren supermercats, 1 un supermercat, 1 una gran superfície de material de bricolatge, 2 fleques, 4 carnisseries, 2 llibreries, 5 botigues de roba, 1 una botiga de roba, 1 una botiga d'equipament de la llar, 1 una botiga d'electrodomèstics, 2 botigues de material esportiu, 1 una botiga de material de revestiment de parets i terra, 1 una perfumeria i 1 una joieria.
L'any 2000 a Nonancourt hi havia 6 explotacions agrícoles que ocupaven un total de 102 hectàrees.

## Equipaments sanitaris i escolars
L'únic equipament sanitari que hi havia el 2009 era una farmàcia.
El 2009 hi havia 1 escola maternal i 1 escola elemental. Nonancourt disposava d'un col·legi d'educació secundària amb 702 alumnes.

## Poblacions més properes
El següent diagrama mostra les poblacions més properes.